# Claude Rich
Claude Rich, volledige naam Claude Robert Rich, (Straatsburg, 8 februari 1929 – Orgeval, 20 juli 2017) was een Frans acteur die er naast zijn filmcarrière eveneens een bloeiende toneelcarrière op na hield.

## Leven en werk

### Afkomst, opleiding en eerste toneel- en filmervaringen
Rich bracht zijn prille kindertijd in Straatsburg door. Na het vroegtijdig overlijden van zijn vader, een ingenieur, verhuisde zijn moeder in 1935 met haar kinderen naar Parijs. Tijdens de Tweede Wereldoorlog werd Rich naar Neauphle-le-Vieux gezonden waar hij twee jaar verbleef in 'L'École du Gai savoir' van de schrijver-pedagoog Michel Bouts. Het opzetten van poppenspelen deed daar zijn passie voor het theater oplaaien.
Tijdens zijn opleiding aan het Parijse Conservatoire national supérieur d'art dramatique speelde Rich al mee in klassieke stukken van Shakespeare, Hugo en Pirandello. Hij studeerde af in 1953. De volgende jaren bouwde hij een drukke theatercarrière uit. Hij trad in die periode aan in stukken van onder meer André Roussin, Ugo Betti, Carlos Semprún en Harold Pinter.
In 1955 kreeg hij zijn eerste bescheiden filmrol van René Clair in diens tragikomedie Les Grandes Manœuvres. De film oogstte enorm veel succes.

### Jaren zestig
Clair bedacht hem nog met twee belangrijkere rollen in zijn episode van de sketchenfilm La Française et l'Amour (1960) en in de komedie Tout l'or du monde (1961). In 1960 trok Rich de aandacht als een van de hoofdvertolkers in de eerste opvoering van Château en Suède, Françoise Sagans debuut als toneelschrijfster. Een tweede hoogtepunt werd de herneming in 1962-1963 van Roger Vitracs Victor ou les enfants au pouvoir, waarin hij schitterde in een regie van Jean Anouilh. Andere gereputeerde cineasten zoals Julien Duvivier, Jean Renoir en Christian-Jaque merkten nu ook zijn talent op. Zijn vertolking in Renoirs oorlogsfilm Le Caporal épinglé (1962) gaf zijn filmcarrière een stevige duw. Aankomende talenten zoals Yves Robert, Edouard Molinaro en Michel Deville hielpen eveneens mee zijn carrière op de rails zetten.
In diezelfde periode nam Rich interessante nevenrollen als 'jeune premier' voor zijn rekening: in Les Tontons flingueurs (1963) speelde hij onder meer naast Lino Ventura en Bernard Blier. Deze politiekomedie, in de loop der jaren een cultfilm geworden, was een van de grootste Franse successen van 1963. In de komedie Oscar (1967), samen met Les grandes vacances (ook al met de Funès) het topsucces in Frankrijk in 1967, was hij de schoonzoon in spe van Louis de Funès. In Truffauts drama La mariée était en noir (1968) was hij een van de vijf mannen op wie Jeanne Moreau als de zwarte bruid in de rouw wraak nam. Nog in 1968 schonk Alain Resnais, nog een Nouvelle Vaguecineast, hem de markante hoofdrol van een man die na een mislukte zelfmoord de kans krijgt in zijn verleden te duiken in de sciencefictionfilm Je t'aime, je t'aime.

### Jaren zeventig en tachtig
In de twee volgende decennia draaide Rich amper veertien films omdat hij zich meer wenste te wijden aan zijn parallelcarrière in het theater. Vooral uit de jaren zeventig vallen enkele acteerprestaties te onthouden: zijn rol als de man die zijn vrouw na achttien jaar huwelijk verlaat in het psychologisch scheidings- en emancipatiedrama La Femme de Jean (1974), zijn portret van een marinedokter in het maritiem drama Le Crabe-tambour (1977) en zijn vertolking van een weerzinwekkende commissaris, in de politiefilm La Guerre des polices (1979), die liever de strijd aanbindt met een commissaris van een andere politie-eenheid dan een gevaarlijk misdadiger in te rekenen.
Op de planken daarentegen was Rich druk in de weer. Hoogtepunten waren Hadrien VII (1970-1972) waarvoor hij werd bedacht met de Prix du Syndicat de la Critique voor beste acteur en de titelrol in Alfred de Mussets romantisch drama Lorenzaccio (1976) waarin hij werd geregisseerd door  Franco Zeffirelli. Ondertussen was hij in 1975 gedebuteerd als toneelschrijver met Le Zouave. Later volgden nog Un habit pour l'hiver (1979) en Une chambre sur la Dordogne (1987). In 1989 gaf hij indringend gestalte aan de Franse diplomaat Talleyrand in de eenakter Le Souper.

### Jaren negentig
In de jaren negentig verscheen Rich weer regelmatiger op het grote scherm. In 1992 bracht Le Souper, de filmversie van Le Souper, hem opnieuw op het voorplan. Zijn vertolking van de koele, snode en geraffineerde Talleyrand werd bekroond met de César voor beste acteur in 1993. Daarna zette hij vooral historische personages neer: een snobistische aristocraat in het historisch Balzacdrama Le Colonel Chabert (1994), een kwaadaardige hertog in de historische avonturenfilm La Fille de d'Artagnan (1994), een graaf in het drama Le bel été 1914 (1996), een onverantwoordelijke generaal in het Eerste Wereldoorlogdrama Capitaine Conan (1996) en de aristocratische vader van Henri de Toulouse-Lautrec in de biopic Lautrec (1998).
Aan het einde van het decennium smaakte Rich eindelijk opnieuw het genoegen succes te hebben in een komedie: in de zedenkomedie La Bûche (1999) vertolkte hij een gepensioneerde violist van zigeunerafkomst die vader is van Sabine Azéma, Emmanuelle Béart en Charlotte Gainsbourg. Hij hield er een tweede nominatie voor de César voor beste acteur in een bijrol aan over.

### Jaren tweeduizend
In de jaren tweeduizend ging Rich verder op zijn elan. De komedie Astérix & Obélix : Mission Cléopâtre (2002) waarin hij de druïde Panoramix kleur gaf was de meest succesrijke film uit zijn carrière en was dé kaskraker van het jaar in Frankrijk. Rich was daarna te zien in meerdere komedies die bij het grote publiek aansloegen zoals Le coût de la vie (2003) en de politiekomedie Le Mystère de la chambre jaune (2003). Hij was ook van de partij in Le crime est notre affaire (2008), een andere politiekomedie. Voor zijn rollen in Aide-toi, le ciel t'aidera (2008) en Cherchez Hortense (2012), twee andere komedies, werd hij een derde en een vierde keer genomineerd voor de César voor beste acteur in een bijrol.
Rich bleef ook bezig in het theater. Hij bracht een toneeladaptatie van Sandor Marais bestseller Les Braises (Gloed) op de planken en werd daarvoor beloond met de Molière, een prestigieuze toneelprijs. Twee andere Molières volgden voor zijn hoofdrollen in Le Caïman en Le Diable rouge van Antoine Rault.

### Televisie
Pas vanaf het einde van de jaren tachtig begon Rich regelmatiger voor het kleine scherm te werken. Vermeldenswaardig waren vooral de historische figuren die hij belichaamde in ambitieuze televisiefilms van ervaren filmregisseurs: Léon Blum in Thérèse et Léon, Galileo Galilei in Galilée ou l'Amour de Dieu en Voltaire in Voltaire et l'affaire Calas, of de conservatieve kardinaal Alfredo Ottaviani in de miniserie  John XXIII: The Pope of Peace.

### Privéleven
Sinds 1959 was Rich gehuwd met de actrice Catherine Rich, geboortenaam Catherine Renaudin. Het echtpaar heeft twee dochters, de actrice Delphine Rich (1961) en de schilderes Natalie Rich-Fernandez. Ze hebben ook een adoptiefzoon Rémy.

## Filmografie

### Lange speelfilms (ruime selectie)
- 1955 · Les Grandes Manœuvres (René Clair)
- 1956 · Mitsou (Jacqueline Audry)
- 1956 · C'est arrivé à Aden (Michel Boisrond)
- 1957 · La Polka des menottes (Raoul André)
- 1958 · Ni vu… Ni connu… (Yves Robert)
- 1960 · La Française et l'Amour (sketchenfilm, episode Le Mariage van René Clair)
- 1961 · Tout l'or du monde (René Clair)
- 1961 · Ce soir ou jamais (Michel Deville)
- 1961 · La Chambre ardente (Julien Duvivier)
- 1962 · Le Caporal épinglé (Jean Renoir)
- 1962 · Les Sept Péchés capitaux (sketchenfilm, episode L'Avarice van Claude Chabrol)
- 1962 · Le Diable et les Dix Commandements (voice-over in de sketchenfilm van Julien Duvivier)
- 1963 · Les Tontons flingueurs (Georges Lautner)
- 1964 · La Chasse à l'homme (Edouard Molinaro)
- 1964 · Le Repas des fauves (Christian-Jaque)
- 1965 · Les Copains (Yves Robert)
- 1965 · L'Or du duc (Jacques Baratier en Bernard Toublanc-Michel)
- 1966 · Paris brûle-t-il? (René Clément)
- 1966 · Monsieur le Président-directeur général (Jean Girault)
- 1967 · Les Compagnons de la marguerite (Jean-Pierre Mocky)
- 1967 · Oscar (Edouard Molinaro)
- 1968 · La mariée était en noir (François Truffaut)
- 1968 · Je t'aime, je t'aime (Alain Resnais)
- 1969 · Une veuve en or (Michel Audiard)
- 1973 · La Race des seigneurs (Pierre Granier-Deferre)
- 1974 · L'Ironie du sort (Edouard Molinaro)
- 1974 · La Femme de Jean (Yannick Bellon)
- 1974 · Stavisky (Alain Resnais)
- 1975 · Adieu poulet (Pierre Granier-Deferre)
- 1977 · Le Crabe-tambour (Pierre Schoendoerffer)
- 1979 · La Guerre des polices (Robin Davis)
- 1981 · Un matin rouge (Jean-Jacques Aublanc)
- 1983 · Maria Chapdelaine (Gilles Carle)
- 1983 · Les Mots pour le dire (José Pinheiro)
- 1985 · Escalier C (Jean-Charles Tacchella)
- 1989 · Les cigognes n'en font qu'à leur tête (Didier Kaminka)
- 1990 · Promotion canapé (Didier Kaminka)
- 1992 · L'Accompagnatrice (Claude Miller)
- 1992 · Le Souper (Edouard Molinaro)
- 1994 · Le Colonel Chabert (Yves Angelo)
- 1994 · La Fille de d'Artagnan (Bertrand Tavernier)
- 1995 · Dis-moi oui (Alexandre Arcady)
- 1996 · Le Bel été 1914 (Christian de Chalonge)
- 1996 · Capitaine Conan (Bertrand Tavernier)
- 1998 · Lautrec (Roger Planchon)
- 1999 · La Bûche (Danièle Thompson)
- 2000 · Les Acteurs (Bertrand Blier)
- 2001 · Concorrenza sleale (Ettore Scola)
- 2002 · Astérix & Obélix : Mission Cléopâtre (Alain Chabat)
- 2003 · Le Mystère de la chambre jaune (Bruno Podalydès)
- 2003 · Le Coût de la vie (Philippe Le Guay)
- 2004 · Là-haut, un roi au-dessus des nuages (Pierre Schoendoerffer)
- 2005 · Le Parfum de la dame en noir (Bruno Podalydès)
- 2008 · Le crime est notre affaire (Pascal Thomas)
- 2008 · Aide-toi, le ciel t'aidera (François Dupeyron)
- 2008 · Bancs publics (Versailles Rive-Droite) (Bruno Podalydès)
- 2012 · Et si on vivait tous ensemble? (Stéphane Robelin)
- 2012 · 10 jours en or (Nicolas Brossette)
- 2012 · Cherchez Hortense (Pascal Bonitzer)

### Televisie (selectie)

#### Film
- 1985 · L'Énigme blanche (Peter Kassovitz)
- 1990 · Stirn et Stern (Peter Kassovitz)
- 1993 · La Vérité en face (Étienne Périer)
- 1998 · Clarissa (Jacques Deray)
- 1997 · Le Rouge et le Noir (Jean-Daniel Verhaeghe)
- 2001 · Thérèse et Léon (Claude Goretta)
- 2005 · La Séparation (François Hanss)
- 2006 · Galilée ou l'Amour de Dieu (Jean-Daniel Verhaeghe)
- 2007 · Voltaire et l'affaire Calas (Francis Reusser)
- 2011 · Bouquet final (Josée Dayan)

#### Serie
- 1989 · Le Grand Secret (Jacques Trébouta en André Cayatte)
- 1999 · Balzac (Josée Dayan)
- 2002 · John XXIII: The Pope of Peace (Giorgio Capitani)
- 2005 · Les Rois maudits (Josée Dayan)

## Prijzen en nominaties

### Prijzen
- 1993: Le Souper : César voor beste acteur
- 2002: César d'honneur
- 1968: Je t'aime, je t'aime : Zilveren Schelp voor beste acteur op het Internationaal filmfestival van San Sebastian
- 1971: Prix du Syndicat de la critique voor beste acteur in Hadrien VII
- 2008: Prix Henri-Langlois
- 2008: Prix du Brigadier : Brigadier d’honneur voor Le Diable rouge en voor het geheel van zijn carrière

### Nominaties

#### César voor beste acteur in een bijrol
- 1995 · La Fille de d'Artagnan
- 2000 · La Bûche
- 2009 · Aide-toi, le ciel t'aidera
- 2013 · Cherchez Hortense

#### Molières (toneelprijs)
- 1987 · Faisons un rêve
- 1990 · Le Souper
- 2003 · Les Braises
- 2006 · Le Caïman
- 2009 · Le Diable rouge